# Copocrossa albozonata
Copocrossa albozonata là một loài nhện trong họ Salticidae.
Loài này thuộc chi Copocrossa. Copocrossa albozonata được Lodovico di Caporiacco miêu tả năm 1949.